# Ramin Hacıyev
Ramin Hacıyev (englische Transkription Ramin HAJIYEV; * 24. September 1987 in Baku) ist ein aserbaidschanischer Unternehmer und Pokerspieler. Er gewann 2023 das Luxon Invitational in Kyrenia.

## Persönliches
Hacıyev beschäftigt sich hauptberuflich mit dem Import und Export von Lebensmitteln in der Gastronomie. Er lebt in seiner Heimatstadt Baku.

## Pokerkarriere
Hacıyev spielt auf der Onlinepoker-Plattform PokerStars unter dem Nickname incognito579.
Seine erste Geldplatzierung bei einem Live-Pokerturnier erzielte Hacıyev Ende Oktober 2010 beim Main Event der European Poker Tour (EPT) in Wien. Im Juni 2011 war er erstmals bei der World Series of Poker im Rio All-Suite Hotel and Casino in Paradise am Las Vegas Strip erfolgreich und kam bei einem Turnier der Variante No Limit Hold’em in die Geldränge. Beim Main Event der Partouche Poker Tour in Cannes wurde der Aserbaidschaner im September 2012 Elfter und erhielt 65.000 Euro. Mitte Januar 2015 wurde er bei einem Side-Event des PokerStars Caribbean Adventures auf den Bahamas Zweiter und sicherte sich über 165.000 US-Dollar. Beim EPT High Roller in Prag belegte Hacıyev Mitte Dezember 2015 den mit rund 250.000 Euro dotierten dritten Platz. Bei der EPT auf Malta im Oktober 2016 sowie der EPT Prag im Dezember 2016 gelangte er jeweils bei einem Side-Event an den Finaltisch und erhielt Preisgelder von über 530.000 Euro. Im November 2017 gewann der Aserbaidschaner im King’s Resort in Rozvadov sein erstes Live-Turnier und sicherte sich den Hauptpreis von knapp 20.000 Euro. Anfang März 2018 beendete er ein Turnier der EPT Monte-Carlo als Zweiter und wurde mit 179.000 Euro ausbezahlt. Im Mai 2023 spielte Hacıyev im nordzyprischen Kyrenia das Luxon Invitational der Triton Poker Series, ein Einladungsturnier mit einem Buy-in von 210.000 US-Dollar. Dort erreichte er mit dem zweitgrößten Chipstack den Finaltisch und setzte sich im Heads-Up gegen Tobias Duthweiler durch. Aufgrund eines zuvor ausgehandelten Deals sicherte sich der Aserbaidschaner seine bislang mit Abstand höchste Auszahlung von mehr als 4,1 Millionen US-Dollar.
Insgesamt hat sich Hacıyev mit Poker bei Live-Turnieren knapp 8,5 Millionen US-Dollar erspielt und ist damit der erfolgreichste aserbaidschanische Pokerspieler.